# Kasia Lins
Kasia Lins, właśc. Katarzyna Agata Zielińska (ur. 1 czerwca 1990 w Poznaniu) – polska pianistka, piosenkarka, autorka tekstów i muzyki. Tworzy muzykę z obszaru popu alternatywnego, piano rocka i pop noir.

## Życiorys
Kasia Lins zaczęła edukację muzyczną w wieku 7 lat, ucząc się repertuaru klasycznego na fortepianie. Ukończyła Poznańską Ogólnokształcącą Szkołę Muzyczną II stopnia w klasie fortepianu, a następnie wokalistykę na Wydziale Jazzu i Muzyki Estradowej Akademii Muzycznej w Gdańsku.  
W 2013 startowała w III edycji polskiego X Factor. W tym samym roku premierę miał jej debiutancki album Take My Tears wydany przez międzynarodową wytwórnię płytową Evosound. Płyta została nagrana w Ocean Way Studio w Nashville. Album ukazał się wyłącznie w Japonii, Chinach, Hongkongu, Singapurze, USA i Niemczech. W 2018 wydała pierwszy album na polskim rynku pt. Wiersz ostatni. Tytułowa piosenka została skomponowana do wiersza Władysława Broniewskiego pod tym samym tytułem. Pozostałe teksty są autorstwa Kasi Lins. Współkompozytorami utworów, wraz z Kasią Lins, byli Michał Lange i Karol Łakomiec. Za produkcję odpowiadali Marcin Bors i Michał Lange. 
W 2018 wystąpiła na 55. KFPP w Opolu na Scenie Alternatywnej oraz na Open’er Festival 2018. Tego samego roku wzięła także udział w trasie koncertowej „Spragnieni Lata”. W 2019 zagrała na festiwalu Spring Break w Poznaniu.
Najnowszą jej płytą jest wydana w maju 2020 Moja wina, zawierająca dwanaście autorskich utworów, które Kasia Lins napisała wraz z Karolem Łakomcem. Płyta wyprodukowana została przez Daniela Walczaka, Kasię Lins i Karola Łakomca. Wszystkie teksty na płytę zostały napisane przez Kasię Lins, z wyjątkiem piosenki Jeżeli kochasz, która powstała na bazie wiersza Marii Konopnickiej pod tym samym tytułem. To pierwsza płyta Kasi Lins w całości zawierająca teksty w języku polskim. Pierwszy singiel z płyty, Rób tak dalej, miał premierę 28 lutego 2020. Teledysk do tej piosenki powstał w Teatrze im. Słowackiego w Krakowie. Pozostałe single z tej płyty to Koniec świata i Moja wina. Płyta bazuje na koncepcji starcia sacrum i profanum, wykorzystując odwołania religijne, liturgiczne czy obrządkowe, zarówno w tekstach, muzyce, oprawie wizualnej, jak i teledyskach. Płyta spotkała się z pozytywnymi reakcjami krytyków muzycznych.   
W lipcu 2020, jako reakcję na brak koncertów spowodowany pandemią, Lins zaprezentowała internetowy spektakl muzyczny Czego Dusza Pragnie, łączący utwory z Mojej winy z elementami teatru i filmu. Koncert w całości i darmowo dostępny jest w sieci. Za koncepcję, reżyserię i realizację wszystkich dotychczasowych teledysków artystki odpowiada ona sama wraz z Karolem Łakomcem. 
Kasia Lins jest również kompozytorką muzyki filmowej. Napisała muzykę do filmów dokumentalnych: Droga do wolności, 7-my sierpnia i Zasada oraz do filmu fabularnego Asymetria. 
W latach 2019–2022 była jedną z prowadzących audycje „Dziewczyny grają” w Czwórce.
Wystąpiła gościnnie na płycie Mova zespołu Nene Heroine.

## Zespół Kasi Lins
- Kasia Lins
- Karol Łakomiec
- Zuza Kłosińska do 2023
- Agnieszka Bigaj
- Wiktoria Jakubowska

## Dyskografia
Albumy solowe
| Rok  | Dane dot. albumu | Pozycja na liście |
| Rok  | Dane dot. albumu | POL               |
| ---- | --- | ----------------- |
| 2013 | Take My Tears - Wydany: 26 sierpnia 2013 - Wydawca: Evosound - Format: CD, digital download                          | –                 |
| 2018 | Wiersz ostatni - Wydany: 23 lutego 2018 - Wydawca: Universal Music Polska - Format: CD, digital download             | –                 |
| 2020 | Moja wina - Wydany: 29 maja 2020 - Wydawca: Universal Music Polska - Format: CD, digital download                    | –                 |
| 2023 | Omen - Wydany: 27 października 2023 - Wydawca: Universal Music Polska - Format: CD, digital download, płyta winylowa | 16                |

EP
| Rok  | Tytuł                                                                                                |
| ---- | --- |
| 2017 | Save Me Boy - Wydany: 24 marca 2017 - Wydawca: Universal Music Polska - Format: CD, digital download |

Single
| Rok                     | Tytuł                                          | Najwyższa pozycja na liście | Najwyższa pozycja na liście | Album          |
| Rok                     | Tytuł                                          | LP3                         | 357                         | Album          |
| ----------------------- | ---------------------------------------------- | --------------------------- | --------------------------- | -------------- |
| 2013                    | "Liar" feat. Larry Braggs                      | –                           | X                           | Take My Tears  |
| 2013                    | „Ain't Gonna Wait”                             | –                           | X                           | Take My Tears  |
| 2013                    | „Don't Know Me”                                | –                           | X                           | Take My Tears  |
| 2013                    | „Yesterday”                                    | –                           | X                           | Take My Tears  |
| 2014                    | „Hold On”                                      | –                           | X                           | Take My Tears  |
| 2014                    | „Reason”                                       | –                           | X                           | Take My Tears  |
| 2016                    | „Tonę”                                         | –                           | X                           | Wiersz ostatni |
| 2017                    | „Save Me Boy”                                  | –                           | X                           | Wiersz ostatni |
| 2017                    | „Wiersz ostatni”                               | –                           | X                           | Wiersz ostatni |
| 2017                    | „Dawno” feat. Łukasz Lach                      | –                           | X                           | Wiersz ostatni |
| 2018                    |                                                |                             | X                           | Wiersz ostatni |
| „Dzień”                 | –                                              |                             | X                           | Wiersz ostatni |
| „Kiedy dobrze jest nam” | –                                              |                             | X                           | Wiersz ostatni |
| 2020                    | „Rób tak dalej”                                | X                           | X                           | Moja wina      |
| 2020                    | „Koniec świata”                                | X                           | X                           | Moja wina      |
| 2020                    | „Moja wina”                                    | X                           | X                           | Moja wina      |
| 2021                    | „Morze Czerwone”                               | X                           | –                           | Moja wina      |
| 2021                    | „Śniłam, Że Jest Spokój”                       | X                           | –                           | Moja wina      |
| 2023                    | „Po trupach do ciebie”                         | X                           | –                           | Omen           |
| 2023                    | „Do śmierci mamy czas” feat. WaluśKraksaKryzys | X                           | –                           | Omen           |
| 2023                    | „Nieba nie ma”                                 | X                           | –                           | Omen           |
| 2023                    | „Persefona”                                    | X                           | –                           | Omen           |
| 2023                    | „Miłość się nie kończy”                        | X                           | –                           | Omen           |
| 2024                    | "Trucizna"                                     | 2                           | 5                           | Omen (Deluxe)  |
| 2024                    | "Ranię"                                        | –                           | –                           | Omen (Deluxe)  |
| 2024                    | "Kochałam Cię na zabój"                        | 27                          | –                           | Omen (Deluxe)  |
| 2024                    | "Sto żyć" feat. Pezet                          | –                           | –                           | Omen (Deluxe)  |

## Nagrody i nominacje
| Rok  | Konkurs                                                        | Kategoria                     | Tytułem                                                       | Nota      | Źródło               |
| ---- | -------------------------------------------------------------- | ----------------------------- | ------------------------------------------------------------- | --------- | -------------------- |
| 2019 | Fryderyki 2019                                                 | Autor Roku                    | Kasia Lins                                                    | Nominacja | [ 30 ]               |
| 2019 | Fryderyki 2019                                                 | Album Roku Pop Alternatywny   | Wiersz ostatni                                                | Nominacja | [ 30 ]               |
| 2020 | Nagroda Artystyczna Miasta Torunia im. Grzegorza Ciechowskiego | –                             | Kasia Lins                                                    | Laureatka | [ 31 ]               |
| 2021 | O!śnienia Onetu                                                | muzyka                        | Kasia Lins za płytę Moja wina                                 | Nominacja | [ 32 ]               |
| 2021 | Fryderyki 2021                                                 | Album Roku Pop Alternatywny   | Moja wina                                                     | Nominacja | [ 33 ] [ 34 ] [ 35 ] |
| 2024 | Fryderyki 2024                                                 | Album Roku Indie Pop          | Omen                                                          | Nominacja | [ 33 ] [ 34 ] [ 35 ] |
| 2024 | Fryderyki 2024                                                 | Artystka Roku                 | Kasia Lins                                                    | Nominacja | [ 33 ] [ 34 ] [ 35 ] |
| 2024 | Fryderyki 2024                                                 | Teledysk Roku                 | "Po trupach do ciebie" z Karolem Łakomcem i Maciejem Bierutem | Nominacja | [ 33 ] [ 34 ] [ 35 ] |
| 2024 | Paszport "Polityki"                                            | Muzyka popularna              | za album Omen                                                 | Nominacja | [ 33 ] [ 34 ] [ 35 ] |
| 2025 | Fryderyki 2025                                                 | Singiel Roku Pop Alternatywny | "Trucizna"                                                    | Nominacja | [ 33 ] [ 34 ] [ 35 ] |